# Valentine (affluent de la Boucheuse)
Le ruisseau de Marsaguet (ou la Valentine ou le ruisseau de Drouly) est un ruisseau français du département de la Haute-Vienne, affluent de la Boucheuse et sous-affluent de l’Auvézère.

## Géographie
Il prend sa source à 446 mètres d'altitude sur la commune de La Roche-l'Abeille, six kilomètres au sud-est du bourg, près du lieu-dit Combrailler.
Il rejoint la Boucheuse en rive droite, à moins de 290 mètres d'altitude sur la commune de Coussac-Bonneval, trois kilomètres au sud-ouest du bourg, à 100 mètres du viaduc de la Boucheuse que franchit la ligne de chemin de fer Nexon - Brive.
Long de 12,3 km, le ruisseau de Marsaguet possède deux courts affluents répertoriés : le ruisseau de Lavaud Bousquet et le ruisseau du Breuil.

## Départements, Communes et Cantons traversés
À l'intérieur du département de la Haute-Vienne, le ruisseau de Marsaguet arrose trois communes réparties sur deux cantons :
- Haute-Vienne
  - Canton de Nexon
    - La Roche-l'Abeille (source)
    - Saint-Priest-Ligoure

  - Canton de Saint-Yrieix-la-Perche
    - Coussac-Bonneval (confluence)

## À voir
- À Coussac-Bonneval :
  - le château,
  - la lanterne des morts,
  - l'église Saint-Saturnin.